# غرومان أمريكان إيه إيه-5
غرومان أمريكان إيه إيه-5  (بالإنجليزية: Grumman American AA-5)‏ هي سلسلة من عائلة الطائرات الخفيفة والمصنوعة بالكامل من المعادنن وتتسع لاربعة أشخاص. أنتجت في 1971 بالولايات المتحدة. من صناعة أمريكان أفياشين. كان أول طيران لها في أغسطس 21, 1970. ومازالت في الخدمة حتى الآن. صنع منها 3,282 طائرة.